# Tratado Anglo-Japonês de Comércio e Navegação

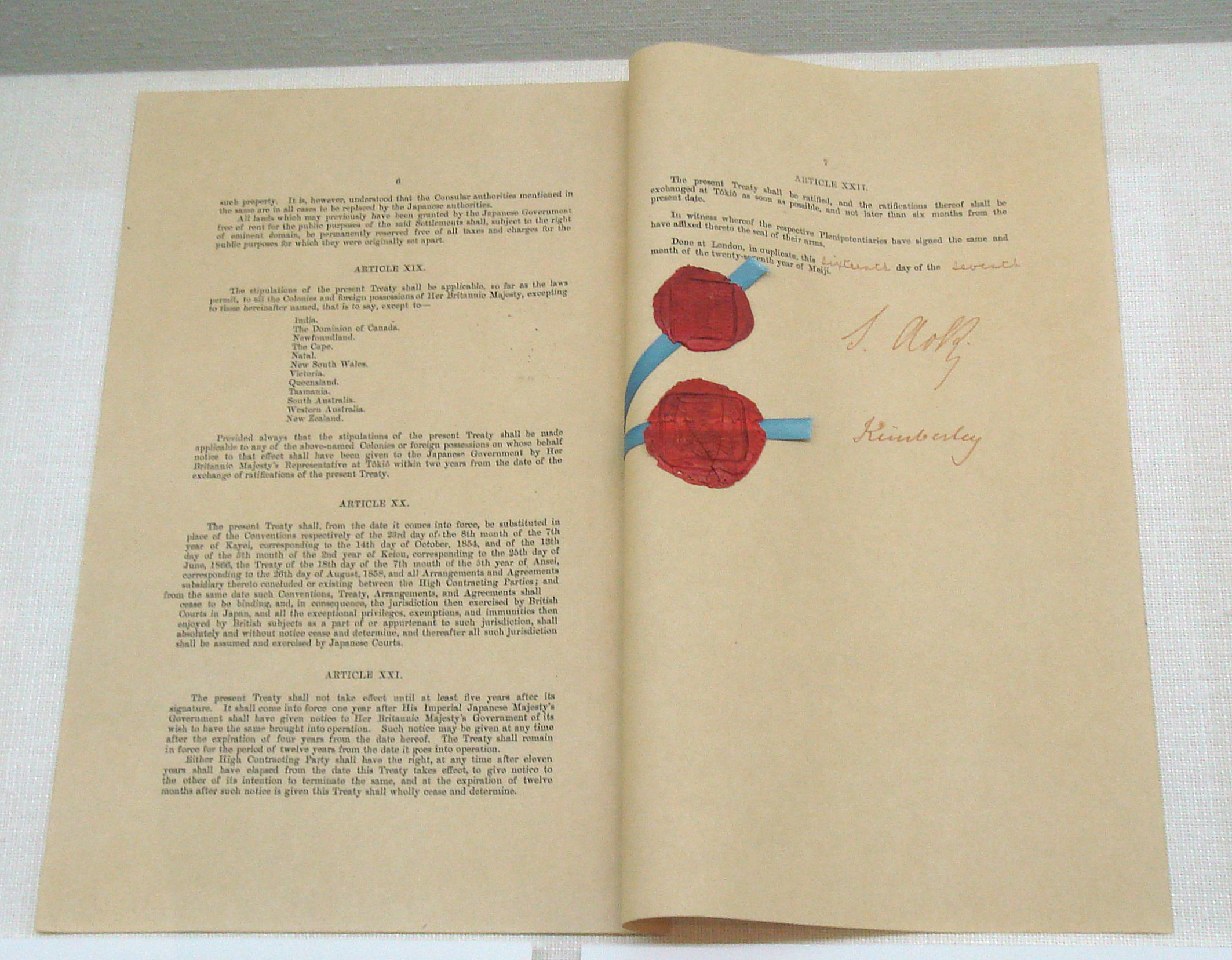
Tratado Anglo-Japonês de Comércio e Navegação, 16 de julho de 1894.

O Tratado Anglo-Japonês de Comércio e Navegação (日英通商航海条約, Nichi-Ei Tsūshō Kōkai Jōyaku) foi um tratado internacional assinado pelo Japão e pelo Reino Unido para uma cooperação comercial entre os dois países, assinado em 16 de Julho de 1894. Foi um acordo inovador; foi o prenúncio do fim dos tratados desiguais e do sistema de extraterritorialidade no Japão. O tratado entrou em vigor em 17 de julho de 1899.
A partir dessa data, os súditos britânicos no Japão ficaram sujeitos às leis japonesas em vez das leis britânicas. A jurisdição da Suprema Corte Britânica para a China e o Japão, a Corte Britânica para o Japão sob ela e os tribunais consulares em cada porto do tratado cessaram naquela data, exceto para processos pendentes que foram autorizados a continuar. Os súditos britânicos a partir dessa data ficaram sujeitos à jurisdição dos tribunais japoneses.
Outros países logo seguiram o exemplo e o sistema de leis separadas, que governava todos os estrangeiros que eram obrigados a residir nos portos do tratado, foi abolido.
Uma cópia do tratado pode ser encontrada no banco de dados de tratados do Foreign Office.
O tratado foi assinado em Londres por John Wodehouse, 1º Conde de Kimberley pela Grã-Bretanha e Visconde Aoki Shūzō pelo Japão. Foi uma pré-condição necessária para a aliança anglo-japonesa de 1902, pois uma aliança não pode ser formada entre partes contratantes desiguais. Um dos contribuintes importantes para as negociações que levaram ao tratado foi o ministro Hugh Fraser, que morreu em Tóquio cerca de um mês antes da conclusão do tratado. Outro foi John Harington Gubbins.